# Barychelus complexus
Barychelus complexus är en spindelart som beskrevs av Raven 1994. Barychelus complexus ingår i släktet Barychelus och familjen Barychelidae.
Artens utbredningsområde är Nya Kaledonien. Inga underarter finns listade.